# ألكسندر الأول ملك صربيا
ألكسندر الأول ملك صربيا (بالصربية: Александар I Обреновић)‏ وإسمه الحقيقي ألكسندر أوبرينوفيتش (بالصربية: Александар I Обреновић)‏ و(بالصربية: Александар Обреновић) (1876-1903 وهو ملك مملكة صربيا تولى المُلك بعد والده ميلان الأول ملك صربيا، قتل وهو في عمر 26 سنة بعد انقلاب من قبل قائد الجيش دراغوتين ديميتريفيتش وتولى الحكم بعده بيتر الأول ملك صربيا.